# Aleksander I Szkocki

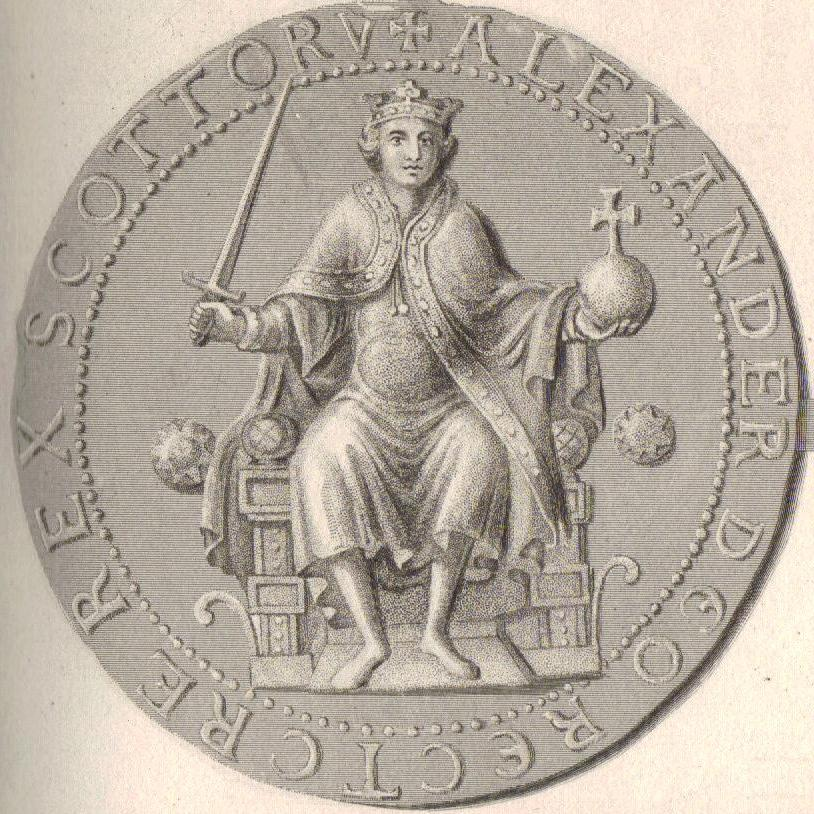
Moneta z wizerunkiem Aleksandra I

Aleksander I w języku gaelickim Alaxandair mac Maíl Coluim (1078 – 23 kwietnia 1124) – syn Malcolma III Szkockiego (Malcolma Canmore) i Małgorzaty Szkockiej, brat Edgara i Dawida I Szkockiego, przyrodni brat Dunkana II.
Od 1107 król Szkocji z dynastii Dunkeld.